# 세토 코지
세토 코지(瀬戸康史, 1988년 5월 18일 ~)는 일본의 배우이며, 와타나베 엔터테인먼트 소속의 남성 배우 그룹 D-보이즈 멤버이다. 2005년 7월 제2회 D-보이즈 오디션에서 준 그랑프리를 수상, 같은해 12월에 D-BOYS에 가입해 연예계에 데뷔했다. 패션모델 세토 사오리가 그의 여동생이다.

## 출연

### 드라마
- 로켓 보이즈 (2006년) - 진노 마코토 역
- 해피★보이즈 (2007년) - 세가와 교이치 (시바) 역
- 망나니 엄마 (2007년) - 아베 나오야 역
- 가면라이더 키바 (2008년) - 키바 목소리 역
- 연공 (2008년) - 사쿠라이 히로키 역
- 우리집 남자 (2009년) - 오오쿠라 사토루 역
- 오토멘 (2009년) - 아리아케 야마토 역
- 텀블링 (2010년) - 타케나카 유타 역
- 나사케의 여자 ~국세국 사찰관 (2010년) - 아카 우야 역
- 대하드라마(NHK)
  - 고우~공주들의 전국~ (2011년) - 모리 란마루 역
  - 꽃 타오르다 (2015년) - 요시다 토시마로 역
- 호두의 방 (2011년) - 미타무라 켄타로우 역
- 틴 코트 (2012년) - 다카다 사부로 역
- D×TOWN (2012년) - 아오노 료스케 역
- 잠자는 숲속의 숙녀 (2012년) - 타카오카 유스케 역
- 도쿄 에어포트~도쿄 공항 관제 보안부~ (2012년) - 야마시타 유지 역
- 사이토씨 (2013년) - 코스키 다이죠 역
- 로스트 데이즈 (2014년) - 시노 유타 역
- 저 결혼 못 하는게 아니라,안 하는 겁니다 (2016년) - 하시모토 료타로 역
- 해파리 공주 (2018년) - 코이부치 쿠라노스케 역
- 루팡의 딸 (2019) - 사쿠라바 카즈마 역
- 남자 가정부를 원해? (2020) - 타도코로 유타 역
- 루팡의 딸 시즌2 (2020) - 사쿠라바 카즈마 역

### 영화
- 이웃집 801양 (2007년) - 타로 역
- 천사가 준것 (2007년) - 하야마 역
- 가면라이더 덴오 & 키바 클라이맥스 형사 (2008년) - 키바 목소리 역
- 가면라이더 키바 마계성의 왕 (2008년) - 키바 목소리 역
- 주온 3 : 원혼의 부활 (2009년) - 테츠야 역
- 가면라이더 × 가면라이더 W & 디케이드: MOVIE 대전 2010 (2009년) - 와타루 역 (우정 출연)
- 런웨이 비트 (2011년) - 비트 역
- 만약 고교야구의 여자 매니저가 드러커의 《매니지먼트》를 읽는다면 (2011년) 아사노 케이치로 역
- 사다코 3D: 죽음의 동영상 (2012년) 안도 다카노리 역
- 사다코 3D 2 (2013년) 안도 다카노리 역
- 저지 (2013년) 사자 역
- 나는 친구가 적다 (2014년) 하세가와 코다카 역
- 나의 하와이 산책 (2014년) 가마다 츠토무 역
- 아사코 (2018년) 쿠시하시 역
- 인간실격 다자이 오사무와 3명의 여자들 (2019년)

### 극장판 애니메이션
- 마보로시 (2023년) - 키쿠이리 아키무네 역

## 같이 보기
- 테니스의 왕자